# We (Don't) Care
Albums de MGMT
Climbing to New Lows
(2005)
We (Don't) Care est le premier EP du groupe américain de rock indépendant MGMT.

## Liste des chansons
Toutes les chansons sont écrites et composées par Andrew VanWyngarden et Ben Goldwasser.
| 1.    | We Care                        | 5:05 |
| 2.    | Everything's Happenin' So Fast | 3:30 |
| 3.    | Love Always Remains            | 5:33 |
| 4.    | Grutu (Just Becuz)             | 3:29 |
| 5.    | Kids                           | 5:11 |
| 6.    | We Don't Care                  | 3:56 |
| 26:08 |                                |      |